# Fialová legie

Vlajka Fialové legie

Fialová legie (FL) byla polovojenská organizace založená v roce 1936 v Československu, která přináležela k Československé živnostensko-obchodnické straně středostavovské. Duchovním otcem byl předseda strany Josef Václav Najman, který chtěl vzhledem k situaci ve 30. letech přispět k posílení obranyschopnosti vlasti a přípravě mládeže na prezenční službu. Legie byla ministerstvem vnitra schválena 12. prosince 1936. Předsedou organizace byl poslanec Antonín Jiráček. Po okupaci v roce 1939 a vzniku Protektorátu Čechy a Morava byla zakázána.